# Bầu cử lập pháp Pháp 2017
Cuộc Bầu cử nhánh Lập pháp dự kiến sẽ diễn ra vào ngày 11 và 18 Tháng 07 (với ngày bỏ phiếu khác biệt cho những cử tri ở nước ngoài) để bầu cử 577 thành viên cho Hạ viện Pháp lần thứ 15 của Đệ Ngũ Cộng hòa Pháp.
Các cuộc bầu cử lập pháp theo sau cuộc bầu cử Tổng thống, trong đó Emmanuel Macron của En Marche! giành chiến thắng trước Marine Le Pen của Mặt trận Quốc gia (FN) ngày 07 tháng 05, sau khi François Fillon của Cộng hòa (LR), Jean-Luc Mélenchon của la France Insoumise (FI), và Benoît Hamon của Đảng Xã hội (PS) bị loại trong vòng đầu vào ngày 23 tháng 04.

## Lai lịch

Ứng cử viên vị trí đầu tiên trong vòng đầu của cuộc bầu cử tổng thống của cử tri
Emmanuel Macron
Marine Le Pen
François Fillon
Jean-Luc Mélenchon

Cuộc bầu cử lập pháp sẽ diễn ra một tháng sau vòng hai của cuộc bầu cử Tổng thống vào ngày 07 tháng 05. Trong vòng đầu tiên vào ngày 23 tháng 04, Emmanuel Macron của En Marche! và Marine Le Pen của National Front (FN) tiến đến vòng cuối cùng sau khi chiếm vị trí thứ nhất và thứ hai, theo thứ tự đó, và theo sát là François Fillon của the Republicans (LR) và Jean-Luc Mélenchon của la France insoumise (FI), với Benoît Hamon của Socialist Party (PS) bị bỏ xa phía sau. Macron sau đó giành chiến thắng ở vòng thứ hai.
Từ năm 2002, cuộc bầu cử Tổng thống và lập pháp đã diễn ra trong cùng một năm để tránh sự phân chia chính quyền.
Trong vòng đầu tiên của cuộc bầu cử Tổng thống, Macron giành vị trí dẫn đầu với 240 khu vực, giành trước số 216 của Le Pen, 67 cho Mélenchon, 54 cho Fillon, và 0 cho Hamon.

## Hệ thống bầu cử
577 thành viên của Hạ viện Pháp được bầu bằng phương pháp tính đầu người trong hai vòng trong đầu phiếu đa số tương đối. Các ứng cử viên trong cuộc bầu cử lập pháp sẽ có hai ngày, từ Thứ hai ngày 15 tháng 05 đến 18:00 Thứ sáu ngày 19 tháng 05, để tuyên bố và đăng ký quyền ứng cử.Tham khảo "Élections législatives de 2017: Mémento à l'usage des candidats de métropole et d'outre-mer".
Để qua được vòng đầu tiên, một ứng cử viên bắt buộc phải có một số phiếu áp đảo đã được bỏ (không tính phiếu trắng và phiếu trống) với số lượng phiếu ít nhất là một phần tư số lượng phiếu được đăng ký. Nếu không ứng cử viên nào thoả mãn được điều kiện này, vòng hai sẽ được tổ chức với chỉ những ứng cử viên có ít nhất 12.5% phiếu ở vòng một được phép tham gia. Nếu điều kiện này không thể được đáp ứng bởi không hoặc duy nhất một ứng viên, hai ứng viên với số phiếu cao nhất từ vòng một có thể đi tiếp tới vòng thứ hai. Trong vòng thứ hai, một ứng cử viên với đa số phiếu sẽ được bầu. Trong 577 khu vực bầu cử, 539 ở trong Pháp, 27 ở các tỉnh hải ngoại và lãnh thổ hải ngoại thuộc Pháp và 11 dành cho công dân Pháp sinh sống ở nước ngoài.
Bầu cử vòng đầu tiên diễn ra từ 08:00 đến 18:00 (giờ địa phương)Thứ bảy ngày 03 tháng 06 tại Polynesia và các địa phận của Pháp ở Mỹ, và vào Chủ nhật ngày 04 tháng 06 tại các địa phận của Pháp ở ngoài Mỹ. Bỏ phiếu ở các tỉnh hải ngoại và lãnh thổ hải ngoại thuộc Pháp ở Mỹ (French Guiana, Guadeloupe, Martinique, Saint Barthélemy, Saint Martin, và Saint Pierre and Miquelon) diễn ra từ 08:00 đến 18:00 (giờ địa phương) Thứ bảy ngày 10 tháng 06. Bỏ phiếu ở Pháp (cũng như ở Mayotte, New Caledonia, Réunion và Wallis and Futuna) diễn ra từ 08:00 đến 18:00 hoặc 20:00 (giờ địa phương) vào Chủ nhật ngày 11 tháng 06.
Bầu cử vòng thứ hai diễn ra vào Thứ bảy ngày 17 tháng 06 từ 08:00 đến 18:00 (giờ địa phương) ở các tỉnh hải ngoại và lãnh thổ hải ngoại thuộc Pháp ở phía Đông của Đường đổi ngày Quốc tế và phía Tây của Pháp (French Guiana, French Polynesia, Guadeloupe, Martinique, Saint Barthélemy, Saint Martin và Saint Pierre and Miquelon), cũng như ở các địa phận thuộc Pháp ở Mỹ. Bỏ phiếu tại Pháp (cũng như ở Mayotte, New Caledonia, Réunion và Wallis and Futuna, và các địa phận thuôọ Pháp ngoài Mỹ) diễn ra từ 08:00 đến 18:00 hoặc 20:00 (giờ địa phương) vào Chủ nhật ngày 18 tháng 06.

## Chiến dịch

### Chiến dịch Người Pháp không nhượng bộ (FI)
Người Pháp không nhượng bộ, một chiến dịch chính trị phát động bởi Jean-Luc Mélenchon, nguyên đồng chủ tịch của Đảng Left Party (PG) người đã từng tranh cương vị Tổng thống năm 2012 và 2017, dự định thực hiện tuyên truyền ở cả 577 khu vực bỏ phiếu, kể cả những khu vực được nắm giữ hoặc đang bị tranh giành từ các thành viên của French Communist Party (PCF). Tuy nhiên, mối quan hệ dần xấu đi giữa hai bên,và trong đầu tháng 05 FI đề nghị các nhóm thu hồi ứng cử viên cạnh tranh trong 26 khu vực bầu cử. Tuy nhiên, vào ngày 09 tháng 05, phát ngôn viên của FI Manuel Bompard nói rằng sẽ không có sự nhất trí nào giữa hai bên trong cuộc bầu cử lập pháp và đổ lỗi cho PCF cho sự thất bại trong việc đi đến một nhận định chung.
Vào ngày 11 tháng 05, Mélenchon tham gia với tư cách là một ứng cử viên trong Bouches-du-Rhône's 4th constituency trong một bức thư gửi đến những người ủng hộ phong trào của ông ở Marseille, nơi phong trào đang đến đỉnh điểm; ông ấy giành vị trí dẫn đầu trong thành phố trong vòng bầu cử đầu tiên, với gần 25% tổng số phiếu, và trong khu vực ông giành được 39.09%, vượt xa Macron và Le Pen và là một trong những kết quả cao nhất của ông trong cả nước. Khu vực bầu cử hiện đang được nắm giữ bởi Patrick Mennucci, được coi như là một người "bạn" bởi chính Mélenchon.

### Đảng Cộng sản Pháp (PCF)
Mặc dù French Communist Party (PCF) chính thức ủng hộ việc ứng cử của Jean-Luc Mélenchon trong cuộc bầu cử Tổng thống, Đảng này vẫn dự định giới thiệu ứng cử viên của chính mình trong cuộc bầu cử lập pháp. Sau thất bại của Mélenchon trong vòng đầu tiên của cuộc bầu cử Tổng thống, Pierre Laurent một lần nữa đề nghị một liên minh với la France insoumise. Những cuộc đàm phán giữa hai bên không đi đến một nhận định chung, và vào ngày 09 tháng 05 la France insoumise tuyên bố họ sẽ tiếp tục trong cuộc bầu cử lập pháp mà không liên minh với PCF.

### Đảng Sinh thái Châu Âu - Những con người Xanh (EELV)
Để trao đổi cho sự rút lui của một ứng cư viên Đảng sinh thái Yannick Jadot trong cuộc bầu cử Tổng thống cho Đảng viên Đảng Xã hội Benoît Hamon trong tháng 02, PS đồng ý giữ 42 khu vực bỏ phiếu cho EELV (gồm cả những ghế của các đại biểu bên ngoài), và hiệp ước đã được sự đồng ý của EELV ngày 19 tháng 04. Hiệp ước cũng quy định rằng EELV sẽ không giới thiệu ứng cử viên trong 53 khu vực bỏ phiếu. Việc nhậm chức của cựu bộ trưởng Cécile Duflot được duy trì bất chấp sự chống đối của thị trưởng Paris Anne Hidalgo, cũng như của Sergio Coronado, người ủng hộ ông Jean-Luc Mélenchon trong cuộc bầu cử Tổng thống; tuy nhiên, ông vẫn sẽ phải đối mặt với một ứng cử viên Đảng Xã hội trong các cuộc bầu cử lập pháp. Nhiều người trong số các cử tri còn lại là những người thuộc Đảng Xã hội ủng hộ Emmanuel Macron trong cuộc bầu cử Tổng thống.

### Đảng Xã hội (PS) và những người ủng hộ
Làn sóng đầu tiên của 395 ứng cử viên Đảng Xã hội trong cuộc bầu cử lập pháp đã được bắt đầu vào ngày 17 tháng 12 năm 2016, bao gồm một số người ủng hộ ứng cử viên Emmanuel Macron trong cuộc bầu cử Tổng thống, như Alain Calmette trong Cantal's 1st, Olivier Véran trong Isère's 1st, Jean- Louis Touraine trong Rhône's 3rd, Corinne Erhel trong Côtes-d'Armor's 5th, Richard Ferrand trong Finistère's 6th, Jean-Jacques Bridey trong Val-de-Marne's 7th, Stéphane Travert của Manche's 3rd và Christophe Castaner ở khu vực Alpes-de-Haute-Provence's 2nd. Đảng này sẽ giới thiệu ứng cử viên riêng của họ trong hơn 400 khu vực bỏ phiếu, với những khu vực còn lại của EELV, PRG, và những đồng minh khác.
Vào ngày 09 tháng 05, đơn vị quốc gia của Đảng Xã hội thông qua chiến dịch tranh cử dài ba trang cho cuộc bầu cử lập pháp có tên "một hợp đồng minh bạch cho Pháp, một cánh trái có tính kiến tạo và độc lập". Chiến dịch bỏ qua rất nhiều đề nghị của Benoît Hamon trong cuộc bầu cử Tổng thống và vạch ra một số ranh giới cho chiến dịch của Emmanuel Macron, từ chối thiết lập lại Pháp lệnh của Luật Lao động Pháp và sự xoá bỏ thuế riêng dành cho những người có thu thập cao (ISF) đối với các tài sản không thuộc quyền sở hữu.

### Đảng Tiến lên! và Đảng Phong trào Dân chủ
En Marche!, Đảng chính trị thành lập bởi Tổng thống Emmanuel Macron, dự định giới thiệu ứng cử viên trong cả 577 khu vực bầu cử, trong đó ít nhất một nửa được dự kiến từ các xã hội dân sự – nửa còn lại đã từng giữ chức vụ chính trị – và một nửa phụ nữ. Không vụ "đầu tư kép" nào được phép, mặc dù điều kiện ban đầu yêu cầu các ứng viên tương lai phải từ bỏ chức vị họ đang giữ đã được bãi bỏ bởi Macron vào ngày 05 tháng 05. Thêm vào những điều kiện đó, ông nhấn mạnh tại cuộc họp báo đầu tiên vào ngày 19 tháng 01 rằng ông yêu cầu các ứng viên phải thể hiện tính "thành thật" (loại bất kỳ ứng viên tiềm năng nào có lịch sử phạm tội), "đa nguyên chính trị" (đại diện cho các chủ trương của Đảng), và tính "hiệu quả". Những người tìm kiếm sự đầu tư của En Marche! được yêu cầu phải đăng ký trên mạng, và đến cuối tháng 04 Đảng đã nhận được gần 15,000 đơn đăng ký. Đối với những ứng viên được đề cử bởi những người trong giới chính trị, những người nổi tiếng, các cơ sở, và khả năng trước ống kính cũng sẽ được xem xét, với những trường hợp khó nhất sẽ được quyết định bởi chính Macron. Để đại diện cho họ dưới lá cờ của En Marche!, những đại biểu bên ngoài phải quyết định rời bỏ Socialist Party (PS) hoặc the Republicans (LR).
Sau khi François Bayrou thừa nhận Macron vào tháng 02, Đảng Democratic Movement (MoDem), mà ông lãnh đạo, giữ 90 khu vực bầu cử cho các ứng cử viên Đảng MoDem (hoạt động dưới cái tên En Marche!), trong đó có 50 khu vực được cho là sẽ giành chiến thắng. Sau chiến thắng ở cuộc bầu cử Tổng thống, Macron từ chức chủ tịch của En Marche!, với Catherine Barbaroux được chỉ định là chủ tịch tạm thời. Đảng, đã được đổi tên, sẽ giới thiệu ứng cử viên dưới danh nghĩa "La République En Marche!"; mặc dù danh sách đầu tư đầy đủ vào 577 khu vực sẽ được công bố vào ngày 11 tháng 05, Jean-Paul Delevoye, chủ tịch Ủy ban đầu tư, sau đó ám chỉ rằng tổng số được công bố ngày hôm đó sẽ vào "khoảng 450". Sự chậm trễ gây ra vì có một sự gia tăng trong số đơn ứng cử sau chiến thắng của Macron trong cuộc bầu cử Tổng thống – hơn một nghìn, đưa con số tổng thể đến hơn 16,000 – với sự phức tạp thêm nảy sinh từ ý định của Thủ tướng Manuel Valls tham gia với tư cách một ứng viên của En Marche! mà không nộp đơn ứng cử lẫn rời khỏi Đảng Xã hội. Từ khi tuyên ngôn "La République En Marche!" được chuyển thể thành một đảng chính trị chính thức, dù đó, điều kiện để giành được sự đầu tư đã siết chặt đáng kể, với các ứng viên phải về mặt "tài chính" gắn bó với Đảng để tránh khỏi các khoản tài trợ công (phân phối trên cơ sở kết quả bầu cử) của PS hoặc Đảng Cộng hoà.

### Đảng Cộng hoà (LR) và những người ủng hộ
Vào ngày 02 tháng 05, François Baroin được chỉ định bởi đơn vị chính trị của the Republicans (LR) để dẫn đầu chiến dịch cho cuộc bầu cử lập pháp. Một tuần trước đó, ông ấy nói là ông có thể sẽ phục vụ dưới chức danh Thủ tướng trong một Chính phủ bị chia rẽ dưới quyền Emmanuel Macron và cho rằng gần như ông ấy không thể không tham gia vào cùng một chương trình với François Fillon, người đã bị loại bỏ ngay trong vòng đầu tiên trong cuộc bầu cử Tổng thống, trong cuộc bầu cử lập pháp.
Vào ngày 07 tháng 03, đơn vị hành pháp của Đảng Union of Democrats and Independents (UDI) đồng ý một hiệp ước với Đảng Cộng hoà, giữ cho họ 96 khu vực bỏ phiếu, bao gồm 28 ghế đang được giữ bởi các đại biểu bên ngoài, và chuẩn bị các cuộc bầu cử sơ bộ trong 42 khu vực bầu cử thuộc các ứng cử viên của UDI và LR.

### Đảng Vùng lên Nước Pháp(DLF)
Debout la France (Vùng lên Nước Pháp; viết tắt DLF), lãnh đạo bởi nguyên ứng cử viên Tổng thống Nicolas Dupont-Aignan, dự định giới thiệu ứng cử viên trong cả 577 khu vực bầu cử.

### Đảng Mặt trận Tổ quốc (FN) và những người ủng hộ
Đảng National Front đã kết thúc các cuộc đầu tư trước đó cho cuộc bầu cử lập pháp vào tháng 12 ngày 2016. Độ tuổi trung bình của các ứng cử viên là 47 tuổi,với sự chênh lệch bình đẳng giới và gần 80% ứng viên đã giữ một nhiệm vụ nào đó ở địa phương (trong một Hội đồng thành phố, Quận hoặc Khu vực), so sánh với tỷ lệ chưa đến 10% năm 2012.

### Các thông tin khác

#### Nghiêng về cánh trái
Lutte Ouvrière (Cuộc Đấu tranh của Người lao động; viết tắt là LO) sẽ giới thiệu ứng cử viên trong 553 khu vực bỏ phiếu, với 539 trong Pháp, sáu ở Réunion, bốn ở Martinique, và bốn ở Guadeloupe.
Đảng New Anticapitalist Party (NPA) có khả năng sẽ không giới thiệu ứng cử viên trong cuộc bầu cử lập pháp vì chi phí có thể có quá cao, vì chi phí bầu cử chỉ có thể được hoàn trả khi các ứng cử viên của một Đảng chiếm được 1% trong ít nhất 50 khu vực bầu cử.

## Cuộc thăm dò ý kiến

### 2017

#### Vòng đầu tiên
| Nguồn thông tin                                                   | Ngày nghiên cứu           | Kích cỡ mẫu | LO     | NPA                     | FI        | PG        | PCF       | PS    | PRG  | EELV | EM  | MoDem | UDI  | LR    | DLF  | FN    | Others |    |     |   |
| ----------------------------------------------------------------- | ------------------------- | ----------- | ------ | ----------------------- | --------- | --------- | --------- | ----- | ---- | ---- | --- | ----- | ---- | ----- | ---- | ----- | ------ | -- | --- | - |
| Nguồn thông tin                                                   | Ngày nghiên cứu           | Kích cỡ mẫu | Harris | ngày 7 tháng 5 năm 2017 | 2,376     | 1%        | 1%        | 13%   | –    | 2%   | 8%  | 8%    | 3%   | 26%   | 26%  | 22%   | 22%    | 3% | 22% | – |
| Kantar Sofres Lưu trữ ngày 9 tháng 8 năm 2020 tại Wayback Machine | 4–ngày 5 tháng 5 năm 2017 | 1,507       | 2%     | 2%                      | 15%       | 15%       | 1%        | 9%    | –    | 3.5% | 24% | 24%   | 22%  | 22%   | 2.5% | 21%   | –      |    |     |   |
| Ifop-Fiducial                                                     | 4–ngày 5 tháng 5 năm 2017 | 1,405       | 1%     | 1%                      | 16%       | –         | 2%        | 9%    | –    | 3%   | 22% | –     | 2.5% | 20%   | –    | 20%   | 3%     |    |     |   |
| Cuộc bầu cử lập pháp                                              | 10 Jun 2012               | —           | 0.5%   | 0.3%                    | 6.9% (FG) | 6.9% (FG) | 6.9% (FG) | 29.4% | 1.7% | 5.5% | –   | 1.8%  | 4.0% | 27.1% | 0.6% | 13.6% | 8.6%   |    |     |   |

#### Dự báo ghế
| Nguồn thông tin                                                                                              | Ngày nghiên cứu | Kích cỡ mẫu | FG          | PS                             | EELV | EM    | UDI   | LR      | DLF     | FN      |       |       |
| --- | --------------- | ----------- | ----------- | ------------------------------ | ---- | ----- | ----- | ------- | ------- | ------- | ----- | ----- |
| Nguồn thông tin                                                                                              | Ngày nghiên cứu | Kích cỡ mẫu | OpinionWay* | 23 tháng 04 - 2 tháng 05, 2017 | 6–8  | 28–43 | 28–43 | 249–286 | 200–210 | 200–210 | 15–25 | 15–25 |
| Cuộc bầu cử lập pháp                                                                                         | 10 Jun 2012     | —           | 10          | 280                            | 17   | –     | 20    | 194     | 2       | 2       |       |       |
| * cho 535 trong 577 khu vực (chỉ trong nước Pháp; Loại trừ Corsica và lãnh thổ ở nước ngoài và người cư trú) |                 |             |             |                                |      |       |       |         |         |         |       |       |

### Theo bầu cử
| Nguồn thông tin | Ngày nghiên cứu      | Kích cỡ mẫu | Khu vực bỏ phiếu  | Các ứng cử viên chính và hướng bầu cử |
| --------------- | -------------------- | ----------- | ----------------- | --- |
| OpinionWay      | 11–15 Tháng 04, 2017 | 602         | Haute-Loire's 1st | Cécile Gallien (EM) 13% \| Fabien Albertini (FN) 12% \| Laurent Johanny (DVG) 7% \| Martine Dejean (FG) 6% \| Fabrice Farison (PS) 5% \| Jean-Jacques Orfeuvre (EELV) 5% |